# Pădurea Tisa Mare
Pădurea Tisa Mare este o arie naturală protejată ce corespunde categoriei a IV-a IUCN (rezervație naturală de tip mixt), situată în județul Vâlcea, pe teritoriul administrativ al comunei Lungești.

## Descriere
Rezervația naturală declarată arie protejată prin Legea Nr.5 din 6 martie 2000, se află în Podișul Getic, în partea sudică a județului Vâlcea, în bazinul văii Tisa Mare și se întinde pe o suprafață de 50 de hectare. 
Aria naturală reprezintă o zonă de protecție pentru  arbori din speciile de gorun (Quercus petraea) și carpen (Carpinus betulus) și arbusti din speciile de tulichină (Daphne mezereum) sau ghimpe (din specia Ruscus aculeatus).
Fauna este reprezentată din mai multe specii de mamifere, păsări și insecte. 